# Jeux asiatiques de 2014
Navigation
Édition précédente Édition suivante
Les Jeux asiatiques de 2014 se déroulent à Incheon, une ville sud-coréenne bordant la mer Jaune.

## Villes candidates
Les deux villes ayant déposé leur dossier de candidature le 2 décembre 2006 à Doha (Qatar) sont Delhi en Inde et Incheon en Corée du Sud.
L'élection de la ville hôte a eu lieu le 17 avril 2007, lors d'une assemblée générale du Conseil olympique d'Asie (COA) à Koweït City. 32 des 45 membres du COA ont voté pour la ville sud-coréenne.

## Tableau des médailles
| Rang  | Nation              | Or  | Argent | Bronze | Total |
| ----- | ------------------- | --- | ------ | ------ | ----- |
| 1     | Chine               | 151 | 109    | 83     | 343   |
| 2     | Corée du Sud        | 79  | 71     | 84     | 234   |
| 3     | Japon               | 47  | 76     | 76     | 199   |
| 4     | Kazakhstan          | 28  | 23     | 33     | 84    |
| 5     | Iran                | 21  | 18     | 18     | 57    |
| 6     | Thaïlande           | 12  | 7      | 28     | 47    |
| 7     | Corée du Nord       | 11  | 11     | 14     | 36    |
| 8     | Inde                | 11  | 10     | 36     | 57    |
| 9     | Taipei chinois      | 10  | 18     | 23     | 51    |
| 10    | Qatar               | 10  | 0      | 4      | 14    |
| 11    | Ouzbékistan         | 9   | 14     | 21     | 44    |
| 12    | Bahreïn             | 9   | 6      | 4      | 19    |
| 13    | Hong Kong           | 6   | 12     | 24     | 42    |
| 14    | Malaisie            | 5   | 14     | 14     | 33    |
| 15    | Singapour           | 5   | 6      | 13     | 24    |
| 16    | Mongolie            | 5   | 4      | 12     | 21    |
| 17    | Indonésie           | 4   | 5      | 11     | 20    |
| 18    | Koweït              | 3   | 5      | 4      | 11    |
| 19    | Arabie saoudite     | 3   | 3      | 1      | 7     |
| 20    | Birmanie            | 2   | 1      | 1      | 4     |
| 21    | Vietnam             | 1   | 10     | 25     | 36    |
| 22    | Philippines         | 1   | 3      | 11     | 15    |
| 23    | Pakistan            | 1   | 1      | 3      | 5     |
| 23    | Tadjikistan         | 1   | 1      | 3      | 5     |
| 25    | Irak                | 1   | 0      | 3      | 4     |
| 25    | Émirats arabes unis | 1   | 0      | 3      | 4     |
| 27    | Sri Lanka           | 1   | 0      | 1      | 2     |
| 28    | Cambodge            | 1   | 0      | 0      | 1     |
| 29    | Macao               | 0   | 3      | 4      | 7     |
| 30    | Kirghizistan        | 0   | 2      | 4      | 6     |
| 31    | Jordanie            | 0   | 2      | 2      | 4     |
| 32    | Turkménistan        | 0   | 1      | 5      | 6     |
| 33    | Bangladesh          | 0   | 1      | 2      | 3     |
| 33    | Laos                | 0   | 1      | 2      | 3     |
| 35    | Afghanistan         | 0   | 1      | 1      | 2     |
| 35    | Liban               | 0   | 1      | 1      | 2     |
| 37    | Népal               | 0   | 0      | 1      | 1     |
| Total | Total               | 439 | 439    | 576    | 1454  |

## Records
- Official website